# Zabojska (Republika Serbska)
Zabojska (cyr. Забојска) – wieś w Bośni i Hercegowinie, w Republice Serbskiej, w mieście Sarajewo Wschodnie, w gminie Trnovo. W 2013 roku liczyła 21 mieszkańców.